# Johan Leonard Belfrage (grafiker)
Johan Leonard Belfrage, född 28 september 1800 i Tengene socken, död 25 augusti 1853 i Vadstena, var en svensk militär, boktryckare och träsnittskonstnär.
Han var son till generalmajoren Johan Leonard Belfrage och friherrinnan Hedvig Charlotta von Köhler samt bror till akvarellisten Axel Åke Belfrage och från 1834 gift med Dorotea Matilda Wång. Han sökte sig i unga år till armén och utnämndes till kapten vid Älvsborgs regemente 1837 där han ansökte om avsked 1851. Han etablerade 1833 ett tryckeri i Arboga som på grund av lönsamhetsproblem nedlades efter något år. Hans konst består av handkolorerade kistbrev ofta med djurmotiv.